# Berlin-Wilhelmsruh
Wilhelmsruh  est un quartier de Berlin, faisant partie de l'arrondissement de Pankow.

## Histoire
Durant la séparation de la ville pendant la guerre froide (1945-1990), il faisait partie de l'ancien district de Pankow.
Le quartier de Wilhelmsruh faisant avant la réforme territoriale de 2001 partie de Berlin-Rosenthal.

## Démographie
- 1900: 0 636 hab.
- 1902: 1.125 hab.
- 1905: 2.685 hab.
- 1906: 2.885 hab.
- 1908: 3.600 hab. (arrondi)
- 1938: 5.103 hab.
- 1949: 6.148 hab.
- 1970: 8.000 hab. (arrondi)
- 2003: 9.000 hab. (arrondi)
- 2012: 7.099 hab.
- 2017: 7.504 hab.